# Ancylochetus signatus
Ancylochetus signatus är en mångfotingart som beskrevs av Carl Graf Attems 1931. Ancylochetus signatus ingår i släktet Ancylochetus och familjen Chelodesmidae. Inga underarter finns listade i Catalogue of Life.